# Seigneurie de Belmont
1185–1553
Entités précédentes :
- Seigneurie de Grandson

Entités suivantes :
- Châtellenie de Belmont

1553–1798
Entités précédentes :
- Seigneurie de Belmont

La seigneurie de Belmont est une ancienne seigneurie située dans l'actuel canton de Vaud. La seigneurie devient ensuite la châtellenie de Belmont.

## Histoire
La première mention du château de Belmont date de 1154,.
La seigneurie de Belmont appartient d'abord à la famille de Grandson. Elle est détachée de la seigneurie de Grandson en 1185. En 1185, Jordan, fils de Barthélemy, sire de La Sarraz, de Grandson, de Belmont, apparaît comme seul seigneur de Belmont.
En 1220, Jordan de Belmont prête hommage lige à l'évêque de Lausanne Berthold de Neuchâtel.
Ses deux fils héritent, en indivis, de Belmont qui est un fief relevant de la branche aînée des Grandson-La Sarraz.
Au cours des années 1260 à 1270, la famille connaît des difficultés financières, l'obligeant a hypothéquer une partie de leur seigneurie en faveur de la maison de Savoie. En 1283, la seigneurie et le château de Belmont ne sont plus entre les mains des descendants de Jordan, mais c'est un cousin, Jacques de Grandson, qui en hérite.
La seigneurie puis châtellenie de Belmont fait partie du bailliage d'Yverdon de 1536 à 1798. À la mort de François II de Luxembourg-Martigues, la seigneurie devient une châtellenie relevant directement des nouvelles autorités bernoises.

## Limites de la seigneurie
La seigneurie comprend sept villages : Suchy, Épendes, Gressy, Le Villaret, Ursins, Valeyres-sous-Ursins et Sermuz.
La seigneurie de Bourjod, composée de la commune de Pailly et d'une partie de Vuarrens, fait partie de la seigneurie de Belmont jusqu'au XIIIe siècle, puis en est détachée au profit d'une branche cadette.
Le village d'Essert-Pittet fait partie de la seigneurie de Belmont jusqu'au XVe siècle. De la seigneurie dépendaient également une partie des droits sur Essertines-sur-Yverdon jusqu'à que ceux-ci soit achetés par le chapitre de Lausanne.

## Seigneurs et châtelains
Les seigneurs sont les suivants :
- 1214-1227 : Jordan de Grandson-Belmont[4] ;
- 1227-1263 : Richard et Berthold de Belmont[4] ;
- av. 1269-av. 1297 : Jacques de Belmont, cousins des précédents[9] ;
- 1297-1342 : Pierre II de Grandson[10] ;
- 1342-1374 : Othon II de Grandson[11] ;
- 1375-1389 : Hugues de Grandson[12] ;
- 1447-1470 : Maison de Chalon-Arlay[13] ;
- 1470-1478 : Yolande de France, duchesse de Savoie[13] ;
- 1478-1482 : Philibert Ier, duc de Savoie ;
- 1482-1487 : Charles Ier, duc de Savoie ;
- 1487-1510 : Louise de Savoie, épouse de François Ier de Luxembourg-Martigues ;
- 1511-1536 : François II de Luxembourg-Martigues ;
- 1536-1547 : Berne ;
- 1547-1553 : François II de Luxembourg-Martigues[5] ;
- 1553-1798 : Berne.

Les châtelains sont les suivants : 
- 1389-1390 : Jean de Saint-Saphorin[14] ;
- 1392-1393 : Jaquet de Penthéréaz[15] ;
- 1393-? : François de Russin[16] ;